# بيير كوسيت
بيير كوسيت (بالفرنسية: Pierre Cossette)‏ هو منتج تلفزيوني كندي، ولد في 15 ديسمبر 1923 في سالبيري دي فاليفيلد في كندا، وتوفي في 11 سبتمبر 2009 في مونتريال في كندا.

## وصلات خارجية
- بيير كوسيت على موقع IMDb (الإنجليزية)
- بيير كوسيت على موقع قاعدة بيانات برودواي على الإنترنت (الإنجليزية)
- بيير كوسيت على موقع قاعدة بيانات الفيلم (الإنجليزية)